# Левицкий, Яаков
Яаков Александрович Левицкий (1904—1956) — израильский математик. Лауреат Государственной премии Израиля.

## Биография
Родился в семье Александра Левицкого и Анны Котляровой. В 1912 году эмигрировал с родителями в Эрец-Исраэль. Окончил гимназию «Герцлия». Математическое образование получил в университетах Геттингена (доктор философии) и Йельском университете. С 1931 года преподавал в Еврейском университете в Иерусалиме.
В 1953 году был удостоен Премии Израиля в области точных наук.
Под влиянием Эмми Нётер, чьи лекции он слушал в Геттингенском университете, занялся исследованиями в области общей алгебры, особенно теории некоммутативных колец, и получил важные результаты. В частности, классической считается его теория колец, выполняющих условие минимальности, а также теория идентификации алгебраических некоммутативных колец. Его именем названы известный в теории колец радикал Левицкого, теорема Амицура — Левицкого о соотношениях в кольце матриц. 
Сын — биохимик Александр Левицкий.